# Бойчовці
Бо́йчовці (болг. Бойчовци) — село у Великотирновській області Болгарії. Входить до складу общини Велико-Тирново.

## Населення
За даними перепису населення 2011 року у селі проживали 0 осіб.
Динаміка населення: